# نوبان (سرار)

تعديل مصدري - تعديل

نوبان هي إحدى قرى عزلة سرار بمديرية سرار التابعة لمحافظة أبين، بلغ تعداد سكانها 62 نسمة حسب تعداد اليمن لعام 2004.